# 小行星10181
小行星10181（10181 Davidacomba）是一颗绕太阳运转的小行星，为主小行星带小行星。该小行星于1996年3月26日发现。

## 轨道参数
小行星10181的轨道半长轴为2.2123437 UA，离心率为0.098。